# Amalosia lesueurii
Espèce
Synonymes
- Phyllodactylus lesueurii Duméril & Bibron, 1836
- Oedura lesueurii (Duméril & Bibron, 1836)

Amalosia lesueurii est une espèce de gecko de la famille des Diplodactylidae.

## Répartition
Cette espèce est endémique d'Australie. Elle se rencontre dans le Sud-Est du Queensland et dans l'est de la Nouvelle-Galles du Sud.

## Description
Cette espèce est assez élancée. Elle présente comme les autres membres de ce genre une queue bombée. La couleur de base est le gris-brun, avec une bande en zigzag plus claire le long du dos, bordé de noir. Le reste du corps est moucheté de petits points plus ou moins sombres.

## Alimentation
Ces reptiles sont insectivores et consomment la plupart des insectes de taille adaptée (grillons, blattes…).

## Reproduction
La reproduction démarre au retour de la saison chaude.
Les pontes consistent en des séries de deux œufs.

## Paramètres climatiques
Durant la saison chaude, les températures vont de 25 à 30 °C maximum la journée et chutent entre 20 et 25 °C la nuit. La saison « froide » correspond à des températures entre 18 et 22 °C la journée et descendent entre 15 et 18 °C la nuit.
L'hygrométrie varie entre 60 % et 70 % selon les moments de la journée et la saison.

## Étymologie
Cette espèce est nommée en l'honneur de Charles Alexandre Lesueur.

## Publication originale
- Duméril & Bibron, 1836 : Erpétologie Générale ou Histoire Naturelle Complète des Reptiles. Librairie Encyclopédique Roret, Paris, vol. 3, p. 1-517 (texte intégral).